# Wereldkampioenschappen tafeltennis
De wereldkampioenschappen tafeltennis vormen een tafeltennisevenement dat de ITTF sinds 1957 eens in de twee jaar organiseert. Na de eerste editie in Londen 1926 werd het tot en met 1957 eerst ieder jaar gehouden, met uitzondering van 1927 en in de periode rond de Tweede Wereldoorlog. Op ieder WK wordt er gestreden om wereldtitels in zowel het mannen- als vrouwen enkelspel, zowel het mannen- als vrouwen dubbelspel en in het gemengd dubbel. Sinds 2003 bevinden de toernooien voor landenploegen zich in een gescheiden evenement, dat in even jaren plaatsvindt.

## Mijlpalen
De wereldkampioenschappen werden in 1939 voor het eerst op een locatie buiten Europa gehouden, in Caïro. Het WK in Bombay 1952 was het eerste in Azië en tevens het eerste waaraan Japan deelnam. Een jaar later deed China voor het eerst mee. De Sovjet-Unie maakte in 1958 voor het eerst deel uit van het deelnemersveld.

De Hongaar Viktor Barna is recordhouder bij de mannen in het aantal enkelspeltitels (vijf). De Belg Jean-Michel Saive speelde in 2015 zijn 24ste WK, waarmee hij alleen recordhouder is.
Recordkampioen bij de vrouwen is de Roemeense Angelica Rozeanu, die van 1950 tot en met 1955 zes keer op rij de enkelspeltitel won. De Engels-Duitse Diane Rowe houdt met vijftien verschijningen het record WK-deelnames bij de vrouwen, maar deelt dit sinds 2009 met de Italiaanse Laura Negrisoli.
In 1982 werden er voor het eerst twee WK's gehouden die in het verlengde liggen van hét WK, namelijk de wereldkampioenschappen voor veteranen en die voor lichamelijk gehandicapten.

## Overallkampioenen
Er zijn vier disciplines waarin een individu wereldkampioen kan worden, te weten het mannen- (of vrouwen-) enkelspel, het mannen- (of vrouwen-) dubbelspel, het gemengd dubbelspel en het mannen- (of vrouwen-) ploegentoernooi. In de geschiedenis van het WK zijn een aantal spelers erin geslaagd alle vier de disciplines minimaal één keer op hun naam te schrijven. Dit zijn:
| Mannen: - Miklós Szabados (won vierde discipline in 1931) - Viktor Barna (won vierde discipline in 1932) - Bohumil Váňa (won vierde discipline in 1947) - Ferenc Sidó (won vierde discipline in 1953) - Ichiro Ogimura (won vierde discipline in 1957) - Liu Guoliang (won vierde discipline in 1999) - Wang Liqin (won vierde discipline in 2005) - Wang Chuqin (won vierde discipline in 2025) | Vrouwen: - Angelica Rozeanu (won vierde discipline in 1953) - Lin Huiqing (won vierde discipline in 1971) - Cao Yanhua (won vierde discipline in 1985) - Hyun Jung-hwa (won vierde discipline in 1993) - Wang Nan (won vierde discipline in 2003) - Guo Yue (won vierde discipline in 2009) - Liu Shiwen (won vierde discipline in 2019) - Sun Yingsha (won vierde discipline in 2023) |

Szabados (in 1931) en Barna (in 1935) zijn de enige mannen ooit die tijdens één editie van de wereldkampioenschappen alle vier mogelijke wereldtitels wonnen. Bij de vrouwen lukte alleen Rozeanu dit, in 1953. Met ingang van 2003 zijn 'vierklappers' op één wereldkampioenschap onmogelijk. Sinds dat jaar vindt het WK voor ploegen apart plaats in even jaren, terwijl in oneven jaren om de titels in de andere disciplines wordt gestreden.

## Nederlandse deelnemers
De volgende tafeltennissers vertegenwoordigden Nederland op een WK (individueel):
| Vrouwen: - Rie Niesten (1947) - Margo Van Wijk (1949) - Coby van Megen (1954-1955) - Nora van Megen (1954-1955) - Ursula Stulemeijer-Artz (1957, 1967) - Did Heederik (1957) - Anneke Lahey (1957) - Ria Bogmans (1967) - Marianne van der Vliet (1979) - Bettine Vriesekoop (1979-1985, 1995) - Ellen Bakker (1983) - Emily Noor (1991) - Gerdie Keen (1991) - Mirjam Kloppenburg (1995) - Li Jiao (2005-2011) - Li Jie (2011, 2015-2019): brons in 2015 met Li Qian op de vrouwendubbel - Kim Vermaas (2019) - Britt Eerland (2015, 2019, 2021) | Mannen: - Willie van Zoelen (1951-1955) - Cor du Buy (1953-1955) - Wim Stoop (1955) - Bert Onnes (1955) - Trinko Keen (1993-1999, 2005) - Danny Heister (1993-1999, 2005) - Laurens Tromer (2015, 2019) - Ewout Oostwouder (2019) - Rajko Gommers (2019) |

## Lijst van wereldkampioenen
| Editie | Jaar | Stad           | Mannenteam                                                                                            | Vrouwenteam                                                                               | Mannen               | Vrouwen                         | Mannendubbel                       | Vrouwendubbel                          | Gemengddubbel                           |
| ------ | ---- | -------------- | --- | ----------------------------------------------------------------------------------------- | -------------------- | ------------------------------- | ---------------------------------- | -------------------------------------- | --------------------------------------- |
| 1      | 1926 | Londen         | Hongarije Roland Jacobi Zoltán Mechlovits Dániel Pécsi Béla von Kehrling                              |                                                                                           | Roland Jacobi        | Mária Mednyánszky               | Roland Jacobi Dániel Pécsi         |                                        | Mária Mednyánszky Zoltán Mechlovits     |
| 2      | 1928 | Stockholm      | Hongarije László Bellak Sándor Glancz Roland Jacobi Zoltán Mechlovits Dániel Pécsi                    |                                                                                           | Zoltán Mechlovits    | Mária Mednyánszky (2)           | Alfred Liebster Robert Thum        | Fanchette Flamm Mária Mednyánszky      | Mária Mednyánszky Zoltán Mechlovits (2) |
| 3      | 1929 | Boedapest      | Hongarije Viktor Barna Sándor Glancz István Kelen Zoltán Mechlovits Miklós Szabados                   |                                                                                           | Fred Perry           | Mária Mednyánszky (3)           | Viktor Barna Miklós Szabados       | Erika Metzger Mona Rüster              | Anna Sipos István Kelen                 |
| 4      | 1930 | Berlijn        | Hongarije Viktor Barna László Bellak Lajos Dávid István Kelen Miklós Szabados                         |                                                                                           | Viktor Barna         | Mária Mednyánszky (4)           | Viktor Barna Miklós Szabados (2)   | Mária Mednyánszky Anna Sipos           | Mária Mednyánszky Miklós Szabados       |
| 5      | 1931 | Boedapest      | Hongarije Viktor Barna László Bellak Lajos Dávid István Kelen Miklós Szabados                         |                                                                                           | Miklós Szabados      | Mária Mednyánszky (5)           | Viktor Barna Miklós Szabados (3)   | Mária Mednyánszky Anna Sipos (2)       | Mária Mednyánszky Miklós Szabados (2)   |
| 6      | 1932 | Praag          | Tsjechoslowakije Michael Grobauer Stanislav Kolář Jindřich Lauterbach Antonín Maleček Bedřich Nikodém |                                                                                           | Viktor Barna (2)     | Anna Sipos                      | Viktor Barna Miklós Szabados (4)   | Mária Mednyánszky Anna Sipos (3)       | Anna Sipos Viktor Barna                 |
| 7      | 1933 | Baden bei Wien | Hongarije Viktor Barna István Boros Lajos Dávid Sándor Glancz István Kelen                            |                                                                                           | Viktor Barna (3)     | Anna Sipos (2)                  | Viktor Barna Sándor Glancz         | Mária Mednyánszky Anna Sipos (4)       | Mária Mednyánszky István Kelen          |
| 8      | 1934 | Parijs         | Hongarije Viktor Barna László Bellak Lajos Dávid Tibor Házi Miklós Szabados                           | Duitsland Anita Felguth Annemarie Hähnsch Astrid Krebsbach Mona Rüster                    | Viktor Barna (4)     | Marie Kettnerová                | Viktor Barna Miklós Szabados (5)   | Mária Mednyánszky Anna Sipos (5)       | Mária Mednyánszky Miklós Szabados (3)   |
| 9      | 1935 | Wembley        | Hongarije Viktor Barna László Bellak Tibor Házi István Kelen Miklós Szabados                          | Tsjechoslowakije Marie Kettnerová Gertrude Kleinová Marie Šmídová                         | Viktor Barna (5)     | Marie Kettnerová (2)            | Viktor Barna Miklós Szabados (6)   | Mária Mednyánszky Anna Sipos (6)       | Anna Sipos Viktor Barna (2)             |
| 10     | 1936 | Praag          | Oostenrijk Richard Bergmann Helmut Goebel Hans Hartinger Erwin Kohn Alfred Liebster                   | Tsjechoslowakije Marie Kettnerová Gertrude Kleinová Marie Šmídová Vera Votrubcová         | Stanislav Kolář      | Ruth Aarons                     | Robert Blattner James McClure      | Marie Kettnerová Marie Šmídová         | Gertrude Kleinová Miloslav Hamer        |
| 11     | 1937 | Baden bei Wien | Verenigde Staten Abe Berenbaum Robert Blattner James McClure Sol Schiff                               | Verenigde Staten Ruth Aarons Emily Fuller Dolores Kuenz Jessie Purves                     | Richard Bergmann     | Gertrude Pritzi Ruth Aarons (2) | Robert Blattner James McClure (2)  | Vlasta Depetrisová Vera Votrubcová     | Vera Votrubcová Bohumil Váňa            |
| 12     | 1938 | Wembley        | Hongarije Viktor Barna László Bellak Ernő Földi Tibor Házi Ferenc Soos                                | Tsjecho-Slowakije Jindriska Holubkova Marie Kettnerová Vlasta Depetrisová Vera Votrubcová | Bohumil Váňa         | Gertrude Pritzi (2)             | Sol Schiff James McClure           | Vlasta Depetrisová Vera Votrubcová (2) | Wendy Woodhead László Bellak            |
| 13     | 1939 | Caïro          | Tsjecho-Slowakije Miloslav Hamer Rudolf Karlecek Václav Tereba Bohumil Váňa                           | Duitsland Hilde Bussmann Gertrude Pritzi                                                  | Richard Bergmann (2) | Vlasta Depetrisová              | Viktor Barna Richard Bergmann      | Hilde Bussmann Gertrude Pritzi         | Vera Votrubcová Bohumil Váňa (2)        |
| 14     | 1947 | Parijs         | Tsjecho-Slowakije Ivan Andreadis Adolf Šlár Václav Tereba František Tokár Bohumil Váňa                | Engeland Elizabeth Blackbourn Margaret Franks Margaret Osborne Vera Thomas                | Bohumil Váňa (2)     | Gizella Farkas                  | Adolf Šlár Bohumil Váňa            | Gizella Farkas Gertrude Pritzi         | Gizella Farkas Ferenc Soos              |
| 15     | 1948 | Wembley        | Tsjecho-Slowakije Ivan Andreadis Max Marinko Ladislav Štípek František Tokár Bohumil Váňa             | Engeland Dóra Beregi Margaret Franks Elizabeth Steventon Vera Thomas                      | Richard Bergmann (3) | Gizella Farkas (2)              | Ladislav Štípek Bohumil Váňa       | Margaret Franks Vera Thomas            | Thelma Thall Richard Miles              |
| 16     | 1949 | Stockholm      | Hongarije József Koczian Ferenc Sidó Ferenc Soos László Várkonyi                                      | Verenigde Staten Peggy McLean Mildred Shahian Thelma Thall                                | Johnny Leach         | Gizella Farkas (3)              | Ivan Andreadis František Tokár     | Gizella Farkas Helen Elliot            | Gizella Farkas Ferenc Sidó              |
| 17     | 1950 | Boedapest      | Tsjecho-Slowakije Ivan Andreadis Max Marinko Václav Tereba František Tokár Bohumil Váňa               | Roemenië Angelica Rozeanu Luci Slavescu Sari Szász                                        | Richard Bergmann (4) | Angelica Rozeanu                | Ferenc Sidó Ferenc Soos            | Dóra Beregi Helen Elliot               | Gizella Farkas Ferenc Sidó (2)          |
| 18     | 1951 | Wenen          | Tsjecho-Slowakije Ivan Andreadis Ladislav Štípek Václav Tereba František Tokár Bohumil Váňa           | Roemenië Paraschiva Patulea Angelica Rozeanu Sari Szász                                   | Johnny Leach (2)     | Angelica Rozeanu (2)            | Ivan Andreadis Bohumil Váňa        | Diane Rowe Rosalind Rowe               | Angelica Rozeanu Bohumil Váňa           |
| 19     | 1952 | Bombay         | Hongarije Elemér Gyetvai József Koczian Ferenc Sidó Kálmán Szepesi László Várkonyi                    | Japan Shizuki Narahara Tomie Nishimura                                                    | Hiroji Satō          | Angelica Rozeanu (3)            | Norikazu Fujii Tadaki Hayashi      | Shizuka Narahara Tomie Nishimura       | Angelica Rozeanu Ferenc Sidó            |
| 20     | 1953 | Boekarest      | Engeland Richard Bergmann Adrian Haydon Brian Kennedy Johnny Leach Aubrey Simons                      | Roemenië Angelica Rozeanu Sari Szász Ella Zeller                                          | Ferenc Sidó          | Angelica Rozeanu (4)            | József Koczian Ferenc Sidó         | Gizella Farkas Angelica Rozeanu        | Angelica Rozeanu Ferenc Sidó (2)        |
| 21     | 1954 | Wembley        | Japan Kazuo Kawai Ichiro Ogimura Kichiji Tamasu Yoshio Tomita                                         | Japan Fujie Eguchi Hideko Goto Yoshiko Tanaka Kiiko Watanabe                              | Ichiro Ogimura       | Angelica Rozeanu (5)            | Vilim Harangozo Žarko Dolinar      | Diane Rowe Rosalind Rowe (2)           | Gizella Farkas Ivan Andreadis           |
| 22     | 1955 | Utrecht        | Japan Ichiro Ogimura Kichiji Tamasu Toshiaki Tanaka Yoshio Tomita                                     | Roemenië Angelica Rozeanu Sari Szász Ella Zeller                                          | Toshiaki Tanaka      | Angelica Rozeanu (6)            | Ivan Andreadis Ladislav Štípek     | Angelica Rozeanu Ella Zeller           | Eva Földi-Koczian Kálmán Szepesi        |
| 23     | 1956 | Tokio          | Japan Ichiro Ogimura Toshiaki Tanaka Yoshio Tomita Keisuke Tsunoda                                    | Roemenië Angelica Rozeanu Ella Zeller                                                     | Ichiro Ogimura (2)   | Tomi Ōkawa                      | Ichiro Ogimura Yoshio Tomita       | Angelica Rozeanu Ella Zeller (2)       | Leah Thall Erwin Klein                  |
| 24     | 1957 | Stockholm      | Japan Toshihiko Miyata Ichiro Ogimura Toshiaki Tanaka Keisuke Tsunoda                                 | Japan Fujie Eguchi Taeko Namba Tomi Ōkawa Kiiko Watanabe                                  | Toshiaki Tanaka (2)  | Fujie Eguchi                    | Ivan Andreadis Ladislav Štípek (2) | Livia Mossóczy Ágnes Simon             | Fujie Eguchi Ichiro Ogimura             |
| 25     | 1959 | Dortmund       | Japan Nobuya Hoshino Teruo Murakami Seiji Narita Ichiro Ogimura                                       | Japan Fujie Eguchi Kazuko Ito-Yamaizumi Kimiyo Matsuzaki Taeko Namba                      | Rong Guotuan         | Kimiyo Matsuzaki                | Teruo Murakami Ichiro Ogimura      | Taeko Namba Kazuko Ito-Yamaizumi       | Fujie Eguchi Ichiro Ogimura (2)         |
| 26     | 1961 | Peking         | China Li Furong Rong Guotuan Wang Chuanyao Xu Yinsheng Zhuang Zedong                                  | Japan Kazuko Ito-Yamaizumi Kimiyo Matsuzaki Tomi Ōkawa Masako Seki                        | Zhuang Zedong        | Qiu Zhonghui                    | Nobuya Hoshino Koji Kimura         | Maria Alexandru Georgeta Pitică        | Kimiyo Matsuzaki Ichiro Ogimura         |
| 27     | 1963 | Praag          | China Li Furong Wang Jiasheng Xu Yinsheng Zhang Xielin Zhuang Zedong                                  | Japan Kazuko Ito-Yamaizumi Kimiyo Matsuzaki Masako Seki Noriko Yamanaka                   | Zhuang Zedong (2)    | Kimiyo Matsuzaki (2)            | Zhang Xielin Wang Zhiliang         | Kimiyo Matsuzaki Masako Seki           | Kazuko Ito-Yamaizumi Koji Kimura        |
| 28     | 1965 | Ljubljana      | China Li Furong Xu Yinsheng Zhang Xielin Zhou Lansun Zhuang Zedong                                    | China Li Henan Liang Lizhen Lin Huiqing Zheng Minzhi                                      | Zhuang Zedong (3)    | Naoko Fukatsu                   | Zhuang Zedong Xu Yinsheng          | Zheng Minzhi Lin Huiqing               | Masako Seki Koji Kimura                 |
| 29     | 1967 | Stockholm      | Japan Nobuhiko Hasegawa Hajime Kagimoto Satoru Kawahara Koji Kimura Mitsuru Kōno                      | Japan Naoko Fukatsu Saeko Hirota Sachiko Morisawa Noriko Yamanaka                         | Nobuhiko Hasegawa    | Sachiko Morisawa                | Hans Alsér Kjell Johansson         | Saeko Hirota Sachiko Morisawa          | Noriko Yamanaka Nobuhiko Hasegawa       |
| 30     | 1969 | München        | Japan Nobuhiko Hasegawa Tetsuo Inoue Shigeo Itō Kenji Kasai Mitsuru Kōno                              | Sovjet-Unie Laima Balaišytė Svetlana Grinberg Rita Pogosova Zoja Roednova                 | Shigeo Itō           | Toshiko Kowada                  | Hans Alsér Kjell Johansson (2)     | Svetlana Grinberg Zoja Roednova        | Yasuko Konno Nobuhiko Hasegawa          |
| 31     | 1971 | Nagoya         | China Li Jingguang Li Furong Liang Geliang Xi Enting Zhuang Zedong                                    | Japan Yasuko Konno Toshiko Kowada Emiko Ohba Yukie Ozeki                                  | Stellan Bengtsson    | Lin Huiqing                     | István Jónyer Tibor Klampár        | Zheng Minzhi Lin Huiqing (2)           | Lin Huiqing Zhang Xielin                |
| 32     | 1973 | Sarajevo       | Zweden Stellan Bengtsson Anders Johansson Kjell Johansson Bo Persson Ingemar Wikström                 | Zuid-Korea Chung Hyun-sook Kim Soon-ok Lee Ailesa Park Mi-ra                              | Xi Enting            | Hu Yulan                        | Stellan Bengtsson Kjell Johansson  | Maria Alexandru Miho Hamada            | Li Li Liang Geliang                     |
| 33     | 1975 | Calcutta       | China Li Peng Li Zhenshi Liang Geliang Lu Yuansheng Xu Shaofa                                         | China Ge Xinai Hu Yulan Zhang Li Zheng Huaiying                                           | István Jónyer        | Pak Yung-sun                    | Gábor Gergely István Jónyer        | Maria Alexandru Shoko Takahashi        | Tatjana Ferdman Stanislav Gomozkov      |
| 34     | 1977 | Birmingham     | China Guo Yuehua Huang Liang Li Zhenshi Liang Geliang Wang Jun                                        | China Ge Xinai Zhang Deying Zhang Li Zhu Xiangyun                                         | Mitsuru Kōno         | Pak Yung-sun                    | Li Zhenshi Liang Geliang           | Pak Yong-ok Yang Ying                  | Claude Bergeret Jacques Secrétin        |
| 35     | 1979 | Pyongyang      | Hongarije Gábor Gergely István Jónyer Tibor Klampár Tibor Kreisz János Takács                         | China Cao Yanhua Ge Xinai Zhang Deying Zhang Li                                           | Seiji Ono            | Ge Xinai                        | Anton Stipančić Dragutin Šurbek    | Zhang Deying Zhang Li                  | Ge Xinai Liang Geliang                  |
| 36     | 1981 | Novi Sad       | China Cai Zhenhua Guo Yuehua Shi Zhihao Wang Huiyuan Xie Saike                                        | China Cao Yanhua Qi Baoxiang Tong Ling Zhang Deying                                       | Guo Yuehua           | Tong Ling                       | Cai Zhenhua Li Zhenshi             | Cao Yanhua Zhang Deying                | Huang Junqun Xie Saike                  |
| 37     | 1983 | Tokio          | China Cai Zhenhua Fan Changmao Guo Yuehua Jiang Jialiang Xie Saike                                    | China Cao Yanhua Geng Lijuan Ni Xia Lian Tong Ling                                        | Guo Yuehua (2)       | Cao Yanhua                      | Zoran Kalinić Dragutin Šurbek      | Shen Jianping Dai Lili                 | Guo Yuehua Ni Xia Lian                  |
| 38     | 1985 | Göteborg       | China Chen Longcan Chen Xinhua Jiang Jialiang Wang Huiyuan Xie Saike                                  | China Dai Lili Geng Lijuan He Zhili Tong Ling                                             | Jiang Jialiang       | Cao Yanhua (2)                  | Mikael Appelgren Ulf Carlsson      | Dai Lili Geng Lijuan                   | Cao Yanhua Cai Zhenhua                  |
| 39     | 1987 | New Delhi      | China Chen Longcan Chen Xinhua Jiang Jialiang Teng Yi Wang Hao                                        | China Chen Jing Dai Lili He Zhili Jiao Zhimin Li Huifen                                   | Jiang Jialiang (2)   | He Zhili                        | Chen Longcan Wei Qingguang         | Hyun Jung-hwa Yang Young-ja            | Hui Jun Geng Lijuan                     |
| 40     | 1989 | Dortmund       | Zweden Mikael Appelgren Peter Karlsson Erik Lindh Jörgen Persson Jan-Ove Waldner                      | China Chen Jing Chen Zihe Hu Xiaoxin Li Huifen                                            | Jan-Ove Waldner      | Qiao Hong                       | Jörg Roßkopf Steffen Fetzner       | Qiao Hong Deng Yaping                  | Hyun Jung-hwa Yoo Nam-kyu               |
| 41     | 1991 | Chiba          | Zweden Mikael Appelgren Peter Karlsson Erik Lindh Jörgen Persson Jan-Ove Waldner                      | Korea Hong Cha-ok Hyun Jung-hwa Li Bun-hui Yu Sun-bok                                     | Jörgen Persson       | Deng Yaping                     | Peter Karlsson Thomas von Scheele  | Chen Zihe Gao Jun                      | Liu Wei Wang Tao                        |
| 42     | 1993 | Göteborg       | Zweden Mikael Appelgren Peter Karlsson Erik Lindh Jörgen Persson Jan-Ove Waldner                      | China Chen Zihe Deng Yaping Gao Jun Qiao Hong                                             | Jean-Philippe Gatien | Hyun Jung-hwa                   | Wang Tao Lu Lin                    | Liu Wei Qiao Yunping                   | Liu Wei Wang Tao (2)                    |
| 43     | 1995 | Tianjin        | China Ding Song Kong Linghui Liu Guoliang Ma Wenge Wang Tao                                           | China Deng Yaping Liu Wei Qiao Hong Qiao Yunping                                          | Kong Linghui         | Deng Yaping (2)                 | Wang Tao Lu Lin (2)                | Deng Yaping Qiao Hong (2)              | Liu Wei Wang Tao (3)                    |
| 44     | 1997 | Manchester     | China Ding Song Kong Linghui Liu Guoliang Ma Wenge Wang Tao                                           | China Deng Yaping Li Ju Wang Chen Wang Nan Yang Ying                                      | Jan-Ove Waldner (2)  | Deng Yaping (3)                 | Liu Guoliang Kong Linghui          | Deng Yaping Yang Ying                  | Wu Na Liu Guoliang                      |
| 45     | 1999 | Eindhoven      | |                                                                                           | Liu Guoliang         | Wang Nan                        | Liu Guoliang Kong Linghui (2)      | Wang Nan Li Ju                         | Zhang Yingying Ma Lin                   |
| 45     | 2000 | Kuala Lumpur   | Zweden Fredrik Håkansson Peter Karlsson Jörgen Persson Jan-Ove Waldner                                | China Li Ju Sun Jin Wang Hui Wang Nan Zhang Yining                                        |                      |                                 |                                    |                                        |                                         |
| 46     | 2001 | Osaka          | China Kong Linghui Liu Guoliang Liu Guozheng Ma Lin Wang Liqin                                        | China Li Ju Sun Jin Wang Nan Yang Ying Zhang Yining                                       | Wang Liqin           | Wang Nan (2)                    | Wang Liqin Yan Sen                 | Wang Nan Li Ju (2)                     | Yang Ying Qin Zhijian                   |
| 47     | 2003 | Parijs         | |                                                                                           | Werner Schlager      | Wang Nan (3)                    | Wang Liqin Yan Sen (2)             | Wang Nan Zhang Yining                  | Wang Nan Ma Lin                         |
| 47     | 2004 | Doha           | China Kong Linghui Liu Guozheng Ma Lin Wang Hao Wang Liqin                                            | China Guo Yue Li Ju Niu Jianfeng Wang Nan Zhang Yining                                    |                      |                                 |                                    |                                        |                                         |
| 48     | 2005 | Shanghai       | |                                                                                           | Wang Liqin (2)       | Zhang Yining                    | Kong Linghui Wang Hao              | Wang Nan Zhang Yining (2)              | Guo Yue Wang Liqin                      |
| 48     | 2006 | Bremen         | China Chen Qi Ma Lin Ma Long Wang Hao Wang Liqin                                                      | China Guo Yan Guo Yue Li Xiaoxia Wang Nan Zhang Yining                                    |                      |                                 |                                    |                                        |                                         |
| 49     | 2007 | Zagreb         | |                                                                                           | Wang Liqin (3)       | Guo Yue                         | Chen Qi Ma Lin                     | Wang Nan Zhang Yining (3)              | Guo Yue Wang Liqin (2)                  |
| 49     | 2008 | Guangzhou      | China Chen Qi Ma Lin Ma Long Wang Hao Wang Liqin                                                      | China Guo Yan Guo Yue Li Xiaoxia Wang Nan Zhang Yining                                    |                      |                                 |                                    |                                        |                                         |
| 50     | 2009 | Yokohama       | |                                                                                           | Wang Hao             | Zhang Yining (2)                | Chen Qi Wang Hao                   | Guo Yue Li Xiaoxia                     | Cao Zhen Li Ping                        |
| 50     | 2010 | Moskou         | China Ma Lin Ma Long Wang Hao Xu Xin Zhang Jike                                                       | Singapore Feng Tianwei Li Jiawei Sun Bei Bei Wang Yuegu Yu Mengyu                         |                      |                                 |                                    |                                        |                                         |
| 51     | 2011 | Rotterdam      | |                                                                                           | Zhang Jike           | Ding Ning                       | Ma Long Xu Xin                     | Guo Yue Li Xiaoxia (2)                 | Cao Zhen Zhang Chao                     |
| 51     | 2012 | Dortmund       | China Ma Lin Ma Long Wang Hao Xu Xin Zhang Jike                                                       | China Ding Ning Guo Yan Guo Yue Li Xiaoxia Liu Shiwen                                     |                      |                                 |                                    |                                        |                                         |
| 52     | 2013 | Parijs         | |                                                                                           | Zhang Jike (2)       | Li Xiaoxia                      | Chen Chien-an Chuang Chih-yuan     | Guo Yue Li Xiaoxia (3)                 | Kim Hyok-bong Kim Jong                  |
| 52     | 2014 | Tokio          | China Fan Zhendong Ma Long Wang Hao Xu Xin Zhang Jike                                                 | China Chen Meng Ding Ning Li Xiaoxia Liu Shiwen Zhu Yuling                                |                      |                                 |                                    |                                        |                                         |
| 53     | 2015 | Suzhou         | |                                                                                           | Ma Long              | Ding Ning                       | Xu Xin Zhang Jike                  | Liu Shiwen Zhu Yuling                  | Xu Xin Yang Ha-eun                      |
| 53     | 2016 | Kuala Lumpur   | China Fan Zhendong Fang Bo Ma Long Xu Xin Zhang Jike                                                  | China Chen Meng Ding Ning Li Xiaoxia Liu Shiwen Zhu Yuling                                |                      |                                 |                                    |                                        |                                         |
| 54     | 2017 | Düsseldorf     | |                                                                                           | Ma Long (2)          | Ding Ning (2)                   | Fan Zhendong Xu Xin                | Ding Ning Liu Shiwen                   | Maharu Yoshimura Kasumi Ishikawa        |
| 54     | 2018 | Halmstad       | China Fan Zhendong Lin Gaoyuan Ma Long Wang Chuqin Xu Xin                                             | China Chen Meng Ding Ning Liu Shiwen Wang Manyu Zhu Yuling                                |                      |                                 |                                    |                                        |                                         |
| 55     | 2019 | Boedapest      | |                                                                                           | Ma Long (3)          | Liu Shiwen                      | Ma Long Wang Chuqin                | Sun Yingsha Wang Manyu                 | Xu Xin Liu Shiwen                       |
| 55     | 2020 | Busan          | Afgelast                                                                                              | vanwege COVID-19                                                                          |                      |                                 |                                    |                                        |                                         |
| 56     | 2021 | Houston        | |                                                                                           | Fan Zhendong         | Wang Manyu                      | Mattias Falck Kristian Karlsson    | Sun Yingsha Wang Manyu (2)             | Wang Chuqin Sun Yingsha                 |
| 56     | 2022 | Chengdu        | China Fan Zhendong Ma Long Liang Jingkun Wang Chuqin Lin Gaoyuan                                      | China Sun Yingsha Chen Meng Wang Manyu Wang Yidi Chen Xingtong                            |                      |                                 |                                    |                                        |                                         |
| 57     | 2023 | Durban         | |                                                                                           | Fan Zhendong (2)     | Sun Yingsha                     | Fan Zhendong Wang Chuqin           | Wang Yidi Chen Meng                    | Wang Chuqin Sun Yingsha (2)             |
| 57     | 2024 | Busan          | China Fan Zhendong Wang Chuqin Ma Long Liang Jingkun Lin Gaoyuan                                      | China Sun Yingsha Wang Yidi Chen Meng Wang Manyu Chen Xingtong                            |                      |                                 |                                    |                                        |                                         |
| 58     | 2025 | Doha           | |                                                                                           | Wang Chuqin          | Sun Yingsha (2)                 | Hiroto Shinozuka Shunsuke Togami   | Kuai Man Wang Manyu                    | Wang Chuqin Sun Yingsha (3)             |
| 58     | 2026 | Londen         | |                                                                                           |                      |                                 |                                    |                                        |                                         |

## Medaillespiegel

### Per (voormalig) land
Dubbelparen uit verschillende landen gelden ieder als 0,5.
| Rang | Land                     |     |      |       | Totaal |
| ---- | ------------------------ | --- | ---- | ----- | ------ |
| 1    | China                    | 162 | 106  | 172,5 | 440,5  |
| 2    | Hongarije                | 68  | 59   | 73,5  | 200,5  |
| 3    | Japan                    | 49  | 43   | 79    | 171    |
| 4    | Tsjecho-Slowakije        | 28  | 36,5 | 58,5  | 123    |
| 5    | Roemenië                 | 17  | 11   | 18,5  | 46,5   |
| 6    | Zweden                   | 15  | 13   | 15,5  | 43,5   |
| 7    | Engeland                 | 14  | 26,5 | 57    | 97,5   |
| 8    | Verenigde Staten         | 10  | 3    | 19,5  | 32,5   |
| 9    | Oostenrijk               | 7   | 14   | 35    | 56     |
| 10   | Zuid-Korea               | 4,5 | 18   | 46    | 68,5   |
| 11   | Duitsland                | 4   | 15,5 | 21,5  | 41     |
| 12   | Noord-Korea              | 3,5 | 8    | 12    | 23,5   |
| 13   | Joegoslavië              | 3   | 11   | 13,5  | 27,5   |
| 14   | Sovjet-Unie              | 3   | 4    | 7     | 14     |
| 15   | Frankrijk                | 2   | 3,5  | 22    | 27,5   |
| 16   | Chinees Taipei           | 1   | 4    | 9     | 14     |
| 17   | Singapore                | 1   | 2    | 5     | 8      |
| 18   | Bondsrepubliek Duitsland | 1   | 2    | 4     | 7      |
| 19   | Verenigd Koreaans team   | 1   | 1    | 3     | 5      |
| 20   | Schotland                | 1   | 1    | 1,5   | 3,5    |
| 21   | Polen                    | 0   | 3,5  | 6,5   | 10     |
| 22   | Hongkong                 | 0   | 2    | 25,5  | 27,5   |
| 23   | België                   | 0   | 2    | 1     | 3      |
| 24   | Wales                    | 0   | 1,5  | 3     | 4,5    |
| 25   | Wit-Rusland              | 0   | 1,5  | 1,5   | 3      |
| 26   | DDR                      | 0   | 1,5  | 1,5   | 3      |
| 27   | Brazilië                 | 0   | 1    | 0     | 1      |
| 28   | Kroatië                  | 0   | 0,5  | 2,5   | 3      |
| 29   | Luxemburg                | 0   | 0,5  | 1     | 1,5    |
| 30   | Spanje                   | 0   | 0,5  | 0     | 0,5    |
| 31   | Egypte                   | 0   | 0    | 2,5   | 2,5    |
| 32   | India                    | 0   | 0    | 2     | 2      |
| 33   | Griekenland              | 0   | 0    | 1,5   | 1,5    |
| 34   | Denemarken               | 0   | 0    | 1     | 1      |
| 34   | Italië                   | 0   | 0    | 1     | 1      |
| 34   | Portugal                 | 0   | 0    | 1     | 1      |
| 34   | Vietnam                  | 0   | 0    | 1     | 1      |
| 38   | Nederland                | 0   | 0    | 0,5   | 0,5    |
|      |                          | 395 | 394  | 724   | 1513   |

### Meervoudige winnaars
| Rang | Naam                 | Periode     | Enkel | Dubbel | Gemengd dubbel | Team | Totaal |
| ---- | -------------------- | ----------- | ----- | ------ | -------------- | ---- | ------ |
| 1    | Viktor Barna         | 1929 - 1939 | 5     | 8      | 2              | 7    | 22     |
| 2    | Mária Mednyánszky    | 1926 - 1935 | 5     | 7      | 6              | 0    | 18     |
| 3    | Angelica Rozeanu     | 1950 - 1956 | 6     | 3      | 3              | 5    | 17     |
| 4    | Wang Nan             | 1997 - 2008 | 3     | 5      | 1              | 6    | 15     |
| 4    | Miklós Szabados      | 1929 - 1935 | 1     | 6      | 3              | 5    | 15     |
| 6    | Ma Long              | 2006 -      | 3     | 2      | 0              | 9    | 14     |
| 7    | Bohumil Váňa         | 1937 - 1951 | 2     | 3      | 3              | 5    | 13     |
| 8    | Ichiro Ogimura       | 1954 - 1961 | 2     | 2      | 3              | 5    | 12     |
| 9    | Wang Liqin           | 2001 - 2008 | 3     | 2      | 2              | 4    | 11     |
| 9    | Anna Sipos           | 1929 - 1935 | 2     | 6      | 3              | 0    | 11     |
| 11   | Gizella Farkas       | 1947 - 1954 | 3     | 3      | 4              | 0    | 10     |
| 11   | Zhang Yining         | 2000 - 2009 | 2     | 3      | 0              | 5    | 10     |
| 11   | Guo Yue              | 2004 - 2013 | 1     | 3      | 2              | 4    | 10     |
| 11   | Xu Xin               | 2010 -      | 0     | 3      | 2              | 5    | 10     |
| 15   | Deng Yaping          | 1989 - 1997 | 3     | 3      | 0              | 3    | 9      |
| 15   | Ferenc Sidó          | 1949 - 1953 | 1     | 2      | 4              | 2    | 9      |
| 15   | Wang Hao             | 2004 - 2014 | 1     | 2      | 0              | 6    | 9      |
| 15   | Fan Zhendong         | 2014 -      | 2     | 2      | 0              | 5    | 9      |
| 15   | Sun Yingsha          | 2019 -      | 2     | 2      | 3              | 2    | 9      |
| 15   | Li Xiaoxia           | 2006 - 2016 | 1     | 3      | 0              | 5    | 9      |
| 15   | Wang Chuqin          | 2018 -      | 1     | 2      | 3              | 3    | 9      |
| 15   | Ivan Andreadis       | 1947 - 1957 | 0     | 4      | 1              | 4    | 9      |
| 15   | Ma Lin               | 1999 - 2012 | 0     | 1      | 2              | 6    | 9      |
| 24   | Zhuang Zedong        | 1961 - 1971 | 3     | 1      | 0              | 4    | 8      |
| 24   | Ding Ning            | 2011 -      | 3     | 1      | 0              | 4    | 8      |
| 24   | Kong Linghui         | 1995 - 2005 | 1     | 3      | 0              | 4    | 8      |
| 24   | Liu Shiwen           | 2012 -      | 1     | 2      | 1              | 4    | 8      |
| 28   | Richard Bergmann     | 1936 - 1953 | 4     | 1      | 0              | 2    | 7      |
| 28   | Kimiyo Matsuzaki     | 1959 - 1963 | 2     | 1      | 1              | 3    | 7      |
| 28   | Cao Yanhua           | 1979 - 1985 | 2     | 1      | 1              | 3    | 7      |
| 28   | Zhang Jike           | 2010 - 2016 | 2     | 1      | 0              | 4    | 7      |
| 28   | Liu Guoliang         | 1995 - 2001 | 1     | 2      | 1              | 3    | 7      |
| 28   | Wang Manyu           | 2018 -      | 1     | 3      | 0              | 3    | 7      |
| 28   | László Bellak        | 1928 - 1938 | 0     | 0      | 1              | 6    | 7      |
| 28   | István Kelen         | 1929 - 1935 | 0     | 0      | 2              | 5    | 7      |
| 28   | Wang Tao             | 1991 - 1997 | 0     | 2      | 3              | 2    | 7      |
| 37   | Marie Kettnerová     | 1934 - 1938 | 2     | 1      | 0              | 3    | 6      |
| 37   | Guo Yuehua           | 1977 - 1983 | 2     | 0      | 1              | 3    | 6      |
| 37   | Jan-Ove Waldner      | 1989 - 2000 | 2     | 0      | 0              | 4    | 6      |
| 37   | Zoltán Mechlovits    | 1926 - 1929 | 1     | 0      | 2              | 3    | 6      |
| 37   | Fujie Eguchi         | 1954 - 1959 | 1     | 0      | 2              | 3    | 6      |
| 37   | Vera Votrubcová      | 1936 - 1939 | 0     | 2      | 2              | 2    | 6      |
| 37   | Liang Geliang        | 1971 - 1979 | 0     | 1      | 2              | 3    | 6      |
| 37   | Li Ju                | 1999 - 2004 | 0     | 2      | 0              | 4    | 6      |
| 37   | Chen Meng            | 2014 -      | 0     | 1      | 0              | 5    | 6      |
| 46   | Gertrude Pritzi      | 1937 - 1947 | 2     | 2      | 0              | 1    | 5      |
| 46   | Toshiaki Tanaka      | 1955 - 1957 | 2     | 0      | 0              | 3    | 5      |
| 46   | Lin Huiqing          | 1965 - 1971 | 1     | 2      | 1              | 1    | 5      |
| 46   | Nobuhiko Hasegawa    | 1967 - 1969 | 1     | 0      | 2              | 2    | 5      |
| 46   | Ge Xinai             | 1975 - 1979 | 1     | 0      | 1              | 3    | 5      |
| 46   | Jörgen Persson       | 1989 - 2000 | 1     | 0      | 0              | 4    | 5      |
| 46   | Qiao Hong            | 1989 - 1995 | 1     | 2      | 0              | 2    | 5      |
| 46   | František Tokár      | 1947 - 1951 | 0     | 1      | 0              | 4    | 5      |
| 46   | Ladislav Štípek      | 1948 - 1957 | 0     | 3      | 0              | 2    | 5      |
| 46   | Ella Zeller          | 1953 - 1956 | 0     | 2      | 0              | 3    | 5      |
| 46   | Kazuko Ito-Yamaizumi | 1959 - 1963 | 0     | 1      | 1              | 3    | 5      |
| 46   | Zhang Deying         | 1977 - 1983 | 0     | 2      | 0              | 3    | 5      |
| 46   | Peter Karlsson       | 1989 - 2000 | 0     | 1      | 0              | 4    | 5      |
| 46   | Liu Wei              | 1991 - 1995 | 0     | 1      | 3              | 1    | 5      |
| 60   | Roland Jacobi        | 1926 - 1928 | 1     | 1      | 0              | 2    | 4      |
| 60   | Vlasta Depetrisová   | 1937 - 1939 | 1     | 2      | 0              | 1    | 4      |
| 60   | István Jónyer        | 1971 - 1979 | 1     | 2      | 0              | 1    | 4      |
| 60   | Tong Ling            | 1981 - 1985 | 1     | 0      | 0              | 3    | 4      |
| 60   | Korea Hyun Jung-hwa  | 1987 - 1993 | 1     | 1      | 1              | 1    | 4      |
| 60   | Sándor Glancz        | 1928 - 1933 | 0     | 1      | 0              | 3    | 4      |
| 60   | Lajos Dávid          | 1930 - 1934 | 0     | 0      | 0              | 4    | 4      |
| 60   | James McClure        | 1936 - 1938 | 0     | 3      | 0              | 1    | 4      |
| 60   | Ferenc Soos          | 1938 - 1950 | 0     | 1      | 1              | 2    | 4      |
| 60   | Václav Tereba        | 1939 - 1951 | 0     | 0      | 0              | 4    | 4      |
| 60   | Yoshio Tomita        | 1954 - 1956 | 0     | 1      | 0              | 3    | 4      |
| 60   | Li Furong            | 1961 - 1971 | 0     | 0      | 0              | 4    | 4      |
| 60   | Xu Yinsheng          | 1961 - 1965 | 0     | 1      | 0              | 3    | 4      |
| 60   | Masako Seki          | 1961 - 1965 | 0     | 1      | 1              | 2    | 4      |
| 60   | Koji Kimura          | 1961 - 1967 | 0     | 1      | 2              | 1    | 4      |
| 60   | Zhang Xielin         | 1963 - 1965 | 0     | 1      | 1              | 2    | 4      |
| 60   | Kjell Johansson      | 1967 - 1973 | 0     | 3      | 0              | 1    | 4      |
| 60   | Li Zhenshi           | 1975 - 1981 | 0     | 2      | 0              | 2    | 4      |
| 60   | Zhang Li             | 1975 - 1979 | 0     | 1      | 0              | 3    | 4      |
| 60   | Cai Zhenhua          | 1981 - 1985 | 0     | 1      | 1              | 2    | 4      |
| 60   | Xie Saike            | 1981 - 1985 | 0     | 0      | 1              | 3    | 4      |
| 60   | Dai Lili             | 1983 - 1987 | 0     | 2      | 0              | 2    | 4      |
| 60   | Geng Lijuan          | 1983 - 1987 | 0     | 1      | 1              | 2    | 4      |
| 60   | Mikael Appelgren     | 1985 - 1993 | 0     | 1      | 0              | 3    | 4      |
| 60   | Yang Ying            | 1997 - 2001 | 0     | 1      | 1              | 2    | 4      |
| 60   | Chen Qi              | 2007 - 2009 | 0     | 2      | 0              | 2    | 4      |
| 60   | Sari Szász           | 1950 - 1955 | 0     | 0      | 0              | 4    | 4      |
| 87   | Ruth Aarons          | 1936 - 1937 | 2     | 0      | 0              | 1    | 3      |
| 87   | Johnny Leach         | 1949 - 1953 | 2     | 0      | 0              | 1    | 3      |
| 87   | Tomi Ōkawa           | 1956 - 1961 | 1     | 0      | 0              | 2    | 3      |
| 87   | Sachiko Morisawa     | 1967        | 1     | 1      | 0              | 1    | 3      |
| 87   | Mitsuru Kōno         | 1967 - 1977 | 1     | 0      | 0              | 2    | 3      |
| 87   | Stellan Bengtsson    | 1971 - 1973 | 1     | 1      | 0              | 1    | 3      |
| 87   | Dániel Pécsi         | 1926 - 1928 | 0     | 1      | 0              | 2    | 3      |
| 87   | Tibor Házi           | 1934 - 1938 | 0     | 0      | 0              | 3    | 3      |
| 87   | Gertrude Kleinová    | 1935 - 1936 | 0     | 0      | 1              | 2    | 3      |
| 87   | Marie Šmídová        | 1935 - 1936 | 0     | 1      | 0              | 2    | 3      |
| 87   | Robert Blattner      | 1936 - 1937 | 0     | 2      | 0              | 1    | 3      |
| 87   | Margaret Franks      | 1947 - 1948 | 0     | 1      | 0              | 2    | 3      |
| 87   | Vera Thomas          | 1947 - 1948 | 0     | 1      | 0              | 2    | 3      |
| 87   | József Koczian       | 1949 - 1953 | 0     | 1      | 0              | 2    | 3      |
| 87   | Taeko Namba          | 1957 - 1959 | 0     | 1      | 0              | 2    | 3      |
| 87   | Maria Alexandru      | 1961 - 1975 | 0     | 3      | 0              | 0    | 3      |
| 87   | Noriko Yamanaka      | 1963 - 1967 | 0     | 0      | 1              | 2    | 3      |
| 87   | Zheng Minzhi         | 1965 - 1971 | 0     | 2      | 0              | 1    | 3      |
| 87   | Chen Longcan         | 1985 - 1987 | 0     | 1      | 0              | 2    | 3      |
| 87   | Erik Lindh           | 1989 - 1993 | 0     | 0      | 0              | 3    | 3      |
| 87   | Chen Zihe            | 1989 - 1993 | 0     | 1      | 0              | 2    | 3      |
| 87   | Guo Yan              | 2006 - 2012 | 0     | 0      | 0              | 3    | 3      |
| 87   | Lin Gaoyuan          | 2018 -      | 0     | 0      | 0              | 3    | 3      |
| 87   | Wang Yidi            | 2022 -      | 0     | 1      | 0              | 2    | 3      |
| 111  | Pak Yung-sun         | 1975 - 1977 | 2     | 0      | 0              | 0    | 2      |
| 111  | Stanislav Kolář      | 1932 - 1936 | 1     | 0      | 0              | 1    | 2      |
| 111  | Rong Guotuan         | 1959 - 1961 | 1     | 0      | 0              | 1    | 2      |
| 111  | Naoko Fukatsu        | 1965 - 1967 | 1     | 0      | 0              | 1    | 2      |
| 111  | Shigeo Itō           | 1969        | 1     | 0      | 0              | 1    | 2      |
| 111  | Toshiko Kowada       | 1969 - 1971 | 1     | 0      | 0              | 1    | 2      |
| 111  | Xi Enting            | 1971 - 1973 | 1     | 0      | 0              | 1    | 2      |
| 111  | Hu Yulan             | 1973 - 1975 | 1     | 0      | 0              | 1    | 2      |
| 111  | He Zhili             | 1985 - 1987 | 1     | 0      | 0              | 1    | 2      |
| 111  | Mona Rüster          | 1929 - 1934 | 0     | 1      | 0              | 1    | 2      |
| 111  | Miloslav Hamer       | 1936 - 1939 | 0     | 0      | 1              | 1    | 2      |
| 111  | Sol Schiff           | 1937 - 1938 | 0     | 1      | 0              | 1    | 2      |
| 111  | Adolf Šlár           | 1947        | 0     | 1      | 0              | 1    | 2      |
| 111  | Max Marinko          | 1948 - 1950 | 0     | 0      | 0              | 2    | 2      |
| 111  | Thelma Thall         | 1948 - 1949 | 0     | 0      | 1              | 1    | 2      |
| 111  | Dóra Beregi          | 1948 - 1950 | 0     | 1      | 0              | 1    | 2      |
| 111  | Helen Elliot         | 1949 - 1950 | 0     | 2      | 0              | 0    | 2      |
| 111  | László Várkonyi      | 1949 - 1952 | 0     | 0      | 0              | 2    | 2      |
| 111  | Diane Rowe           | 1951 - 1954 | 0     | 2      | 0              | 0    | 2      |
| 111  | Rosalind Rowe        | 1951 - 1954 | 0     | 2      | 0              | 0    | 2      |
| 111  | Shizuka Narahara     | 1952        | 0     | 1      | 0              | 1    | 2      |
| 111  | Tomie Nishimura      | 1952        | 0     | 1      | 0              | 1    | 2      |
| 111  | Kálmán Szepesi       | 1952 - 1955 | 0     | 0      | 1              | 1    | 2      |
| 111  | Kichiji Tamasu       | 1954 - 1955 | 0     | 0      | 0              | 2    | 2      |
| 111  | Kiiko Watanabe       | 1954 - 1957 | 0     | 0      | 0              | 2    | 2      |
| 111  | Keisuke Tsunoda      | 1956 - 1957 | 0     | 0      | 0              | 2    | 2      |
| 111  | Nobuya Hoshino       | 1959 - 1961 | 0     | 1      | 0              | 1    | 2      |
| 111  | Teruo Murakami       | 1959        | 0     | 1      | 0              | 1    | 2      |
| 111  | Hans Alsér           | 1967 - 1969 | 0     | 2      | 0              | 0    | 2      |
| 111  | Yasuko Konno         | 1969 - 1971 | 0     | 0      | 1              | 1    | 2      |
| 111  | Svetlana Grinberg    | 1969        | 0     | 1      | 0              | 1    | 2      |
| 111  | Zoja Roednova        | 1969        | 0     | 1      | 0              | 1    | 2      |
| 111  | Tibor Klampár        | 1971 - 1979 | 0     | 1      | 0              | 1    | 2      |
| 111  | Gábor Gergely        | 1975 - 1979 | 0     | 1      | 0              | 1    | 2      |
| 111  | Wang Huiyuan         | 1981 - 1985 | 0     | 0      | 0              | 2    | 2      |
| 111  | Ni Xia Lian          | 1983        | 0     | 0      | 1              | 1    | 2      |
| 111  | Chen Xinhua          | 1985 - 1987 | 0     | 0      | 0              | 2    | 2      |
| 111  | Li Huifen            | 1987 - 1989 | 0     | 0      | 0              | 2    | 2      |
| 111  | Chen Jing            | 1987 - 1989 | 0     | 0      | 0              | 2    | 2      |
| 111  | Gao Jun              | 1991 - 1993 | 0     | 1      | 0              | 1    | 2      |
| 111  | Ding Song            | 1995 - 1997 | 0     | 0      | 0              | 2    | 2      |
| 111  | Ma Wenge             | 1995 - 1997 | 0     | 0      | 0              | 2    | 2      |
| 111  | Sun Jin              | 2000 - 2001 | 0     | 0      | 0              | 2    | 2      |
| 111  | Yan Sen              | 2001 - 2003 | 0     | 2      | 0              | 0    | 2      |
| 111  | Liu Guozheng         | 2001 - 2004 | 0     | 0      | 0              | 2    | 2      |
| 111  | Cao Zhen             | 2009 - 2011 | 0     | 0      | 2              | 0    | 2      |
| 111  | Chen Xingtong        | 2022 -      | 0     | 0      | 0              | 2    | 2      |
| 111  | Liang Jingkun        | 2022 -      | 0     | 0      | 0              | 2    | 2      |

## Organiserende landen
| Aantal | Land             | Organisaties                               |
| ------ | ---------------- | ------------------------------------------ |
| 7      | Duitsland        | 1930, 1959, 1969, 1989, 2006, 2012 en 2017 |
| 7      | Engeland         | 1926, 1935, 1938, 1948, 1954, 1977 en 1997 |
| 7      | Japan            | 1956, 1971, 1983, 1991, 2001, 2009 en 2014 |
| 7      | Zweden           | 1928, 1949, 1957, 1967, 1985, 1993 en 2018 |
| 6      | China            | 1961, 1995, 2005, 2008, 2015 en 2022       |
| 4      | Frankrijk        | 1934, 1947, 2003 en 2013                   |
| 4      | Hongarije        | 1929, 1931, 1950 en 2019                   |
| 3      | India            | 1952, 1975 en 1987                         |
| 3      | Joegoslavië      | 1965, 1973 en 1981                         |
| 3      | Nederland        | 1955, 1999 en 2011                         |
| 3      | Oostenrijk       | 1933, 1937 en 1951                         |
| 3      | Tsjechoslowakije | 1932, 1936 en 1963                         |
| 2      | Maleisië         | 2000 en 2016                               |
| 2      | Qatar            | 2004 en 2025                               |
| 1      | Egypte           | 1939                                       |
| 1      | Kroatië          | 2007                                       |
| 1      | Noord-Korea      | 1979                                       |
| 1      | Roemenië         | 1953                                       |
| 1      | Rusland          | 2010                                       |
| 1      | Verenigde Staten | 2021                                       |
| 1      | Zuid-Afrika      | 2023                                       |
| 1      | Zuid-Korea       | 2024                                       |